# ربط الإنسانية
مؤسسة ربط الإنسانية (المعروفة أيضًا باسم eSIMs for Gaza) هي مجموعة ناشطة توفر إمكانية الوصول إلى الإنترنت للأشخاص في غزة باستخدام بطاقات وحدة تعريف المشترك المضمنة المتبرع بها، مما يسمح لهم بالاتصال بالشبكات خارج غزة. يديرها ميرنا الهلباوي، صحفية وكاتبة وناشطة مصرية. حصل أكثر من 200 ألف شخص في غزة (حوالي 10% من السكان) على إمكانية الوصول إلى الإنترنت من خلال بطاقة eSIM.

## خلفية
تسيطر وزارة الاتصالات الإسرائيلية على الاتصالات الخلوية والتكنولوجيا التي يمكن للفلسطينيين بناءها، والتي اقتصرت على تقنية الجيل الثاني. وقد أدت الهجمات المباشرة التي شنتها إسرائيل على البنية التحتية للاتصالات، وقطع الكهرباء، ونقص الوقود، إلى انهيار شبه كامل لأكبر مزودي شبكات الهاتف المحمول في غزة.
إن عدم القدرة على الوصول إلى الإنترنت قد أعاق المواطنين في غزة من التواصل مع أحبائهم، ومعرفة عمليات جيش الدفاع الإسرائيلي، وتحديد المناطق الأكثر عرضة للقصف وطرق الهروب المحتملة. كما أدى انقطاع التيار الكهربائي إلى إعاقة خدمات الطوارئ، مما جعل من الصعب تحديد مكان المصابين في الوقت المناسب والوصول إليهم، كما أعاق وكالات الإغاثة الإنسانية والصحفيين أيضًا.

## أول استخدام لبطاقات eSIM
اكتشفت الصحفية والكاتبة والناشطة المصرية ميرنا الهلباوي أن بطاقات eSIM (بطاقة SIM قابلة للبرمجة مدمجة في الهاتف الذكي) يمكن استخدامها من قبل الأشخاص في غزة للاتصال بشبكات الاتصالات عن بعد أثناء التجوال (أساسًا الشبكات المصرية والإسرائيلية). وكان أول من تمكنت من التواصل معهم بهذه الطريقة الصحفي المصري أحمد المدهون والصحفية الفلسطينية هند الخضري. تستخدم المجموعة حاليًا بطاقات eSIM من مقدمي الخدمة أيرالو وهولافلاي و نوماد و سيملي والتي يتم تنشيطها عن طريق رموز رمز استجابة سريعة القابلة للنقل لمرة واحدة.

## تأثير
بحلول ديسمبر 2023، حصل 200 ألف من سكان غزة (حوالي 10% من السكان) على إمكانية الوصول إلى الإنترنت من خلال شريحة eSIM التي تقدمها مؤسسة ربط الإنسانية. في عام 2024، تم تكريمهم بجوائز مؤسسة التخوم الإلكترونية لـ "دعم الوصول إلى الإنترنت في غزة".